# Antennablennius simonyi
Antennablennius simonyi är en fiskart som först beskrevs av Franz Steindachner 1902.  Antennablennius simonyi ingår i släktet Antennablennius och familjen Blenniidae. Inga underarter finns listade i Catalogue of Life.